# Al'bert Gaun
Al'bert Aleksandrovič Gaun (in russo Альберт Александрович Гаун?; Barnaul, 21 giugno 1992) è un taekwondoka russo che ha rappresentato la Russia ai Giochi olimpici di Rio de Janeiro 2016.

## Palmares
- Mondiali

Puebla 2013: argento nei 74 kg;
Cheliábinsk 2015: bronzo nei 74 kg.
- Europei

Baku 2014: argento nei 74 kg.
- Giochi europei

Baku 2015: oro negli 80 kg.